# Abel Balbo
Abel Eduardo Balbo (ur. 1 czerwca 1966 w Villa Constitución) – argentyński piłkarz występujący na pozycji napastnika oraz trener.

## Kariera piłkarska
Piłkarz jest wychowankiem Newell’s Old Boys, gdzie spędził jeden sezon, po którym został zakupiony przez stołeczne River Plate.
Latem 1989 zawodnik przeniósł się na Stary Kontynent, dołączając do drużyny Udinese. Premierowy sezon był udany dla zawodnika, w 29 spotkaniach zdobył 11 goli. Jako kolektyw Udiniese spisywało się znacznie gorzej, spadając do Serie B. Na drugim poziomie rozgrywkowych, Balbo poprawił swój wynik bramkowych z poprzednich rozgrywek, kończąc sezon jako król strzelców ligi z dorobkiem 23 bramek. W sezonie 1992/1993 Argentyńczyk razem z Roberto Baggio został wicekrólem strzelców Serie A (21 goli), sukces ten wypromował zawodnika, który latem 1993 roku dołączył do AS Romy. W klubie z Wiecznego Miasta spędził pięć sezonów. Równa formy zawodnika, nie przełożyła się na trofea, ale z czasem i to uległo zmianie.
Latem 1998 Argentyńczyk został zakupiony przez Parmę, gdzie w swoim pierwszym i jedynym sezonie zdobył dublet – Puchar Włoch i Puchar UEFA. Po sezonie piłkarz kolejny raz zmienił pracodawcę, zostając na rok piłkarzem Fiorentiny.
W 2000 roku wrócił do Romy, gdzie pełnił rolę zmiennika dla Marco Delveccio, Vincezno Montelli i Gabriela Batistuty. W barwach Giallorossi zdobył swoje pierwsze Scudetto w 2001 roku. Karierę piłkarską zakończył rok później jako piłkarz Boca Juniors.
Po zakończeniu kariery, bez sukcesów prowadził Treviso i Arezzo.

## Kariera reprezentacyjna
W reprezentacji Albicelestes zadebiutował w spotkaniu Copa America 1989 przeciwko Urugwajowi (0:2).
Balbo był częścią drużyny narodowej na trzech Mundialach (1990, 1994, 1998) oraz na dwóch Copa America (1989, 1995).
Łącznie dla reprezentacji Argentyny rozegrał 37 spotkań i strzelił 11 goli.

## Statystyki

### Klubowe
| Klub         | Sezon     | Liga             | Liga  | Liga | Puchar | Puchar | Międzynarodowe | Międzynarodowe | Razem | Razem |
| Klub         | Sezon     | Liga             | Mecze | Gole | Mecze  | Gole   | Mecze          | Gole           | Mecze | Gole  |
| ------------ | --------- | ---------------- | ----- | ---- | ------ | ------ | -------------- | -------------- | ----- | ----- |
| Newell’s     | 1986–87   | Primera División | 0     | 0    | –      | –      | –              | –              | 0     | 0     |
| Newell’s     | 1987–88   | Primera División | 23    | 9    | –      | –      | –              | –              | 23    | 9     |
| Newell’s     | Razem     | Razem            | 23    | 9    | –      | –      | –              | –              | 23    | 9     |
| River Plate  | 1988–89   | Primera División | 38    | 12   | –      | –      | –              | –              | 38    | 12    |
| Udinese      | 1989–90   | Serie A          | 28    | 11   | 1      | 0      | –              | –              | 29    | 11    |
| Udinese      | 1990–91   | Serie B          | 37    | 23   | 3      | 2      | –              | –              | 40    | 25    |
| Udinese      | 1991–92   | Serie B          | 37    | 11   | 4      | 1      | –              | –              | 41    | 12    |
| Udinese      | 1992–93   | Serie A          | 32    | 21   | 1      | 0      | –              | –              | 34    | 22    |
| Udinese      | Razem     | Razem            | 134   | 66   | 9      | 3      | –              | –              | 144   | 70    |
| Roma         | 1993–94   | Serie A          | 30    | 12   | 2      | 1      | –              | –              | 32    | 13    |
| Roma         | 1994–95   | Serie A          | 32    | 22   | 4      | 0      | –              | –              | 36    | 22    |
| Roma         | 1995–96   | Serie A          | 26    | 13   | 1      | 0      | 7              | 4              | 34    | 17    |
| Roma         | 1996–97   | Serie A          | 30    | 17   | –      | –      | 4              | 2              | 34    | 19    |
| Roma         | 1997–98   | Serie A          | 28    | 14   | 3      | 2      | –              | –              | 31    | 16    |
| Roma         | Razem     | Razem            | 146   | 78   | 10     | 3      | 11             | 6              | 167   | 87    |
| Parma        | 1998–99   | Serie A          | 25    | 4    | 8      | 4      | 11             | 4              | 44    | 12    |
| Fiorentina   | 1999–2000 | Serie A          | 19    | 3    | 2      | 0      | 10             | 4              | 31    | 7     |
| Roma         | 2000–01   | Serie A          | 2     | 0    | 2      | 0      | 3              | 0              | 7     | 0     |
| Roma         | 2001–02   | Serie A          | 1     | 0    | 4      | 0      | 2              | 0              | 8²    | 0     |
| Roma         | Razem     | Razem            | 3     | 0    | 6      | 0      | 5              | 0              | 15    | 0     |
| Boca Juniors | 2002–03   | Primera División | 4     | 0    | –      | –      | –              | –              | 4     | 0     |
| Łącznie      | Łącznie   | Łącznie          | 392   | 172  | 35     | 10     | 37             | 14             | 466   | 197   |

### Reprezentacyjne
| Argentyna |       |      |
| Rok       | Mecze | Gole |
| 1989      | 5     | 0    |
| 1990      | 5     | 1    |
| 1991      | –     | –    |
| 1992      | –     | –    |
| 1993      | 3     | 2    |
| 1994      | 9     | 3    |
| 1995      | 9     | 4    |
| 1996      | 4     | 1    |
| 1997      | –     | –    |
| 1998      | 2     | 0    |
| Razem     | 37    | 11   |

## Sukcesy

### Klubowe

#### Newell’s Old Boys
- Primiera Division: 1988

#### Parma
- Puchar Włoch: 1998–99
- Puchar UEFA: 1998–99

#### Roma
- Serie A: 2000–01
- Superpuchar Włoch: 2001

### Reprezentacyjne
Argentyna
- Srebrny medal na Mistrzostwach świata: 1990
- Brązowy medal na Copa América: 1989

### Indywidualne
- Najlepszy strzelec Serie B: 1990–91 (22 gole)